# Anguilla nigricans
Anguilla nigricans és una espècie de peix pertanyent a la família dels anguíl·lids.

## Descripció
- Pot arribar a fer 52 cm de llargària màxima.[4][5]

## Hàbitat
És un peix d'aigua dolça, salabrosa i marina; demersal; catàdrom i de clima subtropical.

## Distribució geogràfica
Es troba a Àsia: la Xina.

## Observacions
És inofensiu per als humans.